# Arturo O'Neill
Arturo O'Neill y O'Kelly (1749-1814), fue un militar naturalizado español, nacido en Irlanda  y fallecido en Madrid. Fue gobernador, capitán general e intendente de Yucatán durante siete años (1793-1800) y después nombrado marqués del Norte en premio por sus servicios a la corona española.

## Datos históricos y biográficos
Ingresó al ejército real español muy joven durante el reinado de Carlos IV de España. Alcanzó los grados de teniente general y mariscal de campo. Prestó sus servicios en la campaña de Portugal de 1762. Estuvo después en la guarnición de Orán y más tarde, en 1775, en la expedición contra Argel. Estuvo presente en la campaña contra Brasil en la que contribuyó a la toma del fuerte de Santa Cruz, en la isla de Santa Catalina, de la cual fue gobernador hasta el final de la guerra.
Tras ocupar el gobierno de la reconquistada Florida Occidental de 1781 a 1792, fue nombrado gobernador y capitán general de Yucatán el 13 de diciembre de 1792, ampliándosele el cargo con la intendencia el 20 de enero de 1793, tomando posesión del mismo el 29 de junio de 1793. Sustituyó a José Sabido de Vargas, quien ejercía el cargo de forma interina, tras el asesinato del propietario Lucas de Gálvez, ocurrido el 22 de junio del año anterior. Durante su gobierno tomó medidas urgentes para evitar la propagación de la hidrofobia que llegó a representar un riesgo de salud pública en Yucatán. Amplió la dotación de maestros para las escuelas. También tuvo que hacer frente al contrabando que se hacía en toda la provincia procedente de Cuba y las islas del mar Caribe.
En 1798 enfrentó el acoso de los filibusteros o baymen ingleses en Walix (Belice) donde condujo una expedición cuyo mal fin dio lugar para la creencia de que Inglaterra había conquistado los territorios orientales de la península. Llevó a cabo el decomiso del barco La Bella Juana en San Francisco de Campeche.
Escribió una obra titulada Descripción, población y censo de la Provincia de Yucatán en la Nueva España en 1795, que no llegó a imprimirse.
Ejerció el cargo de gobernador hasta el 19 de octubre de 1800 en que lo entregó a Benito Pérez Valdelomar. De regreso en Madrid fue designado ministro del Real y Supremo Consejo de la Guerra. Falleció en Madrid el 9 de diciembre de 1814 y fue enterrado el día 11, en un nicho del camposanto de la Puerta de los Pozos.